# Whiteside (Missouri)
Pour les articles homonymes, voir Whiteside.
Whiteside est un village du comté de Lincoln, dans le Missouri, aux États-Unis,. Situé au nord du comté, il est incorporé en 1907. En 2016, la population est estimée à 78 habitants.

## Démographie
Lors du recensement de 2010, le village comptait une population de 75 habitants. Elle est également estimée, en 2016, à 78 habitants.

## Source de la traduction
- (en) Cet article est partiellement ou en totalité issu de l’article de Wikipédia en anglais intitulé « Whiteside, Missouri » (voir la liste des auteurs).